# Ike Willis
Ike Willis, soprannominato "Stucco Homes" (Saint Louis, 12 novembre 1955), è un cantante e chitarrista statunitense.

## Biografia

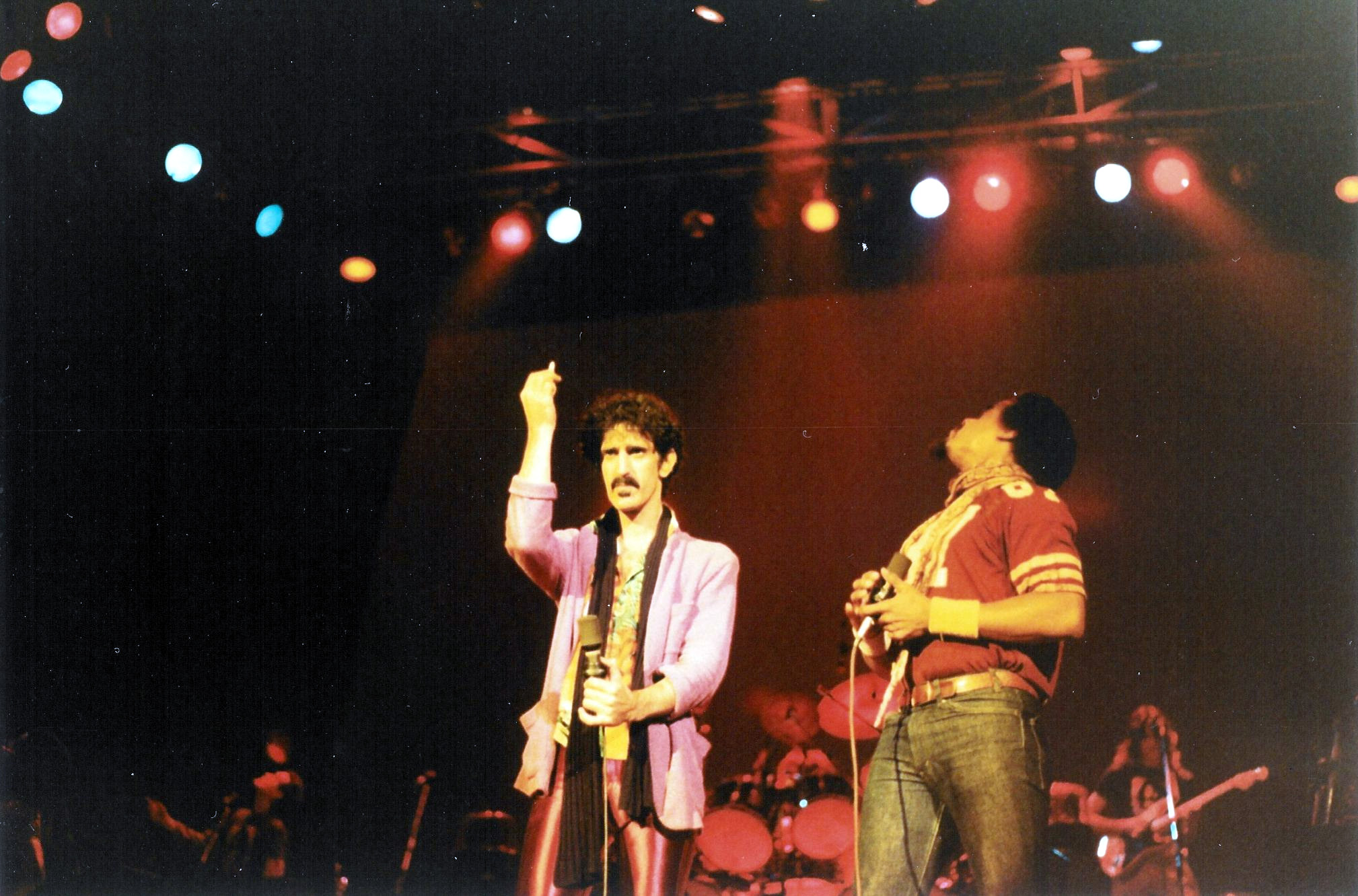
Ike Willis con Frank Zappa in concerto (1980)

Studente della Università Washington a Saint Louis, Wills fu membro regolare della band e dei tour di Frank Zappa (conosciuto durante gli studi accademici) dal 1978 fino all'ultimo concerto nel 1988; diventando il componente più longevo della formazione di Zappa. Tra il 1981 e il 1982 non collabora con il chitarrista a causa della nascita dei suoi figli, tornando nel 1984. È noto come "The Voice" per la sua interpretazione di Joe in Joe's Garage. Interpretò il personaggio del mutante Thing-Fish nell'omonimo triplo album di Zappa del 1984.
In seguito, realizzò due album discografici da solista: il primo, pubblicato nel 1987, si intitola Shoulda Gone Before I Left per l'etichetta Enigma Records. Nel 1998 venne messo in commercio il disco Dirty Pictures per la Muffin Records.
Successivamente realizza tournée per gruppi musicali tributo come Bogus Pomp, Ossi Duri, Project/Object, Pojama People, Ugly Radio Rebellion e ZAPPATiKA. Inoltre, collabora con la band brasiliana The Central Scrutinizer Band e The Muffin Men. Nel 2003 ha partecipato come voce solista nel brano Gimmi I dell'album Cicciput degli Elio e le Storie Tese. Inoltre, dal 2000 ha partecipato come chitarrista al gruppo torinese Ossi Duri.

## Stile
Lo stile di Willis ricorda quello di Frank Zappa, Jimi Hendrix e Steve Vai.

## Discografia

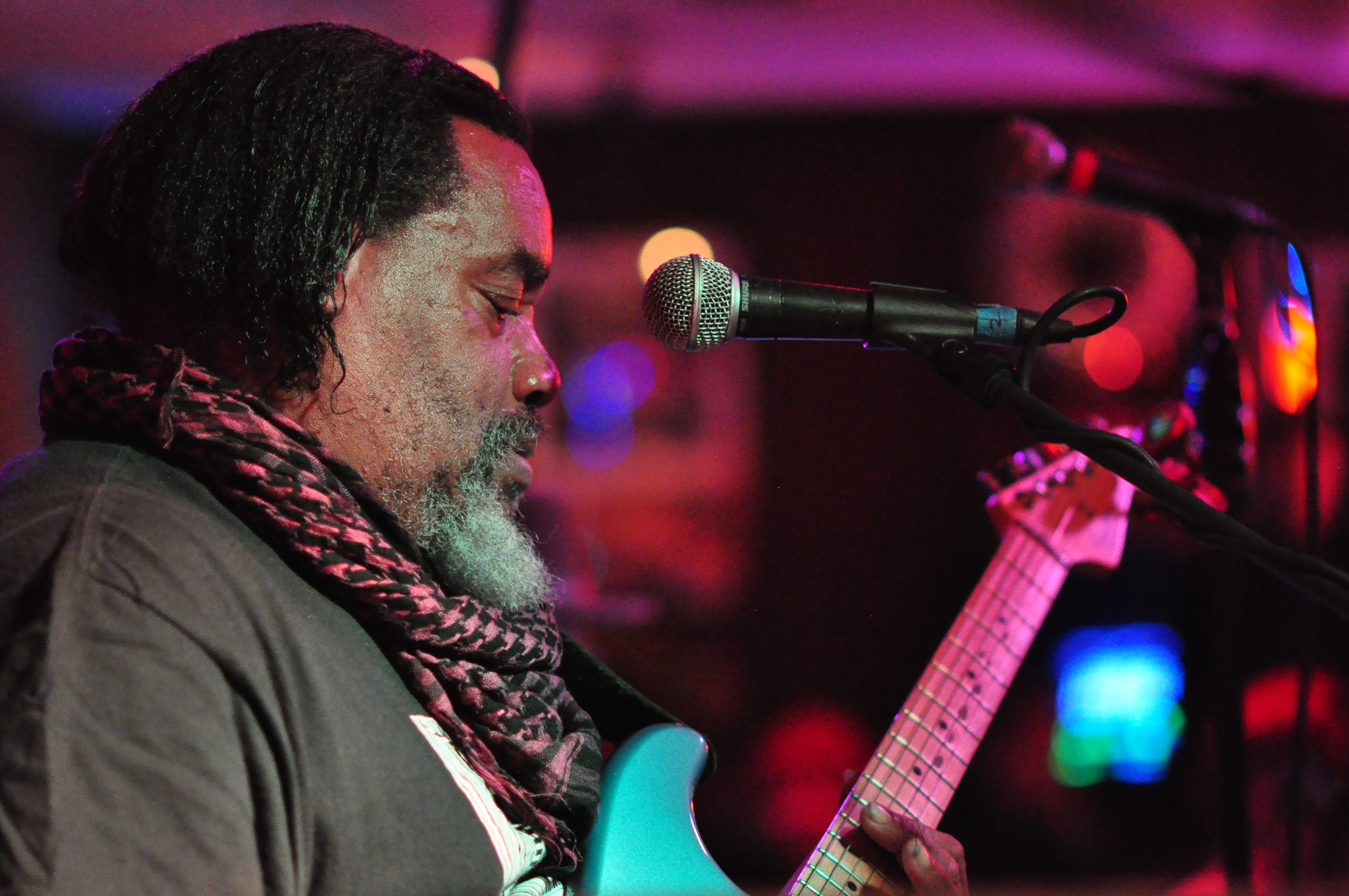
Ike Willis durante un concerto a Darrell's Tavern, Shoreline, Washington nel 2015

### Solista
- 1988 - Shoulda Gone Before I Left
- 1998 - Dirty Pictures

### Con Frank Zappa
- 1979 -  Joe’s Garage Act 1, 2 & 3

- 1981 - Tinsel Town Rebellion
- 1981 - Shut Up ’N Play Yer Guitar
- 1981 - You Are What You Is
- 1982 - Ship Arriving Too Late To Save A Drowning Witch
- 1982 - The Man from Utopia
- 1984 - Them or Us
- 1984 - Thing-Fish
- 1985 - Frank Zappa Meets the Mothers of Prevention
- 1986 - Does Humour Belong in Music?
- 1988 - Guitar
- 1988 - You Can’t Do That on Stage Anymore Vol. 1
- 1988 - Broadway the Hard Way
- 1989 - You Can’t Do That on Stage Anymore Vol. 3
- 1991 - The Best Band You Never Heard in Your Life
- 1991 - Make a Jazz Noise Here
- 1991 - You Can’t Do That on Stage Anymore Vol. 4
- 1992 - You Can’t Do That on Stage Anymore Vol. 6
- 1996 - The Lost Episodes

### Collaborazioni
- 2000 - You Are What You Is (singolo) - con Elio e le Storie Tese
- 2003 - X - con Ossi Duri
- 2013 - Frankamente - con Ossi Duri
- 2019 - Joe's Garage (singolo) - con Filippo Bellavia, Ossi Duri